# Bistum Pescia

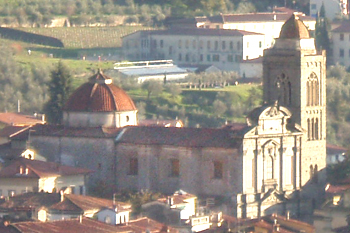
Kathedrale Maria Santissima Assunta e di San Giovanni Battista in Pescia

Das Bistum Pescia (lat.: Dioecesis Pisciensis, ital.: Diocesi di Pescia) ist eine in Italien gelegene römisch-katholische Diözese mit Sitz in Pescia.

## Geschichte
Am 15. April 1519 wurde die Territorialprälatur Pescia durch Papst Leo X.  errichtet. Die Territorialprälatur Pescia wurde am 17. März 1727 durch Papst Benedikt XIII. zum Bistum erhoben und dem Heiligen Stuhl direkt unterstellt. Das Priesterseminar des Bistums Pescia wurde im Jahre 1784 errichtet.
Am 1. August 1856 wurde das Bistum Pescia durch Papst Pius IX. mit der Apostolischen Konstitution Ubi primum dem Erzbistum Pisa als Suffraganbistum unterstellt.
Am 14. Oktober 2023 verfügte Papst Franziskus die Vereinigung des Bistums Pistoia in persona episcopi mit dem Bistum Pescia. Bischof der so vereinigten Bistümer wurde der bisherige Bischof von Pistoia, Fausto Tardelli.

## Bischöfe von Pescia
- Bartolomeo Pucci Franceschi, 1728–1737
- Francesco Gaetano Incontri, 1738–1741, dann Erzbischof von Florenz
- Donato Maria Arcangeli, 1742–1772
- Francesco Vincenti, 1773–1803
- Giulio Rossi, 1804–1833
- Giovanni Battista Rossi, 1835–1837, dann Bischof von Pistoia-Prato
- Vincenzo Menchi, 1839–1843, dann Bischof von Fiesole
- Pietro Niccolò Forti, 1847–1854
- Giovanni Antonio Benini, 1855–1896
- Giulio Matteoli, 1897–1898, dann Bischof von Livorno
- Donato Velluti Zati di San Clemente, 1898–1907
- Giulio Serafini, 1907, dann Titularbischof von Lampsacus
- Angelo Simonetti, 1907–1950
- Dino Luigi Romoli OP, 1951–1977
- Giovanni Bianchi, 1977–1993
- Giovanni De Vivo, 1993–2015
- Roberto Filippini, 2015–2023
- Fausto Tardelli, seit 2023